# Jules de Saint-Genois
Jules Ludger Dominique Ghislain baron de Saint-Genois des Mottes (Sint-Kwintens-Lennik, 22 maart 1813 – Gent, 10 september 1867) was een Belgisch historicus, universiteitsbibliothecaris, bestuurder, hoogleraar en liberaal-katholiek politicus.

## Biografie
Hij studeerde aan het college van Mechelen en ging daarna naar de Universiteit van Gent waar hij Letteren en Wijsbegeerte studeerde en promoveerde tot doctor in de rechten.
Reeds tijdens zijn studies toonde hij een grote interesse in de geschiedenis en in 1834 schreef hij zijn eerste werk Histoire des avoueries en Belgique in het kader van een prijsvraag van de Académie royale de Belgique. Het werk werd bekroond door de Academie. De Saint-Genois kreeg een leerstoel aangeboden aan de Universiteit van Luik, maar weigerde deze. In de plaats hiervan werd hij in 1836 provinciaal archivaris van Oost-Vlaanderen. Hier vond hij veel inspiratie voor zijn latere geschiedkundige werken. In 1843 werd de Saint-Genois hoogleraar en bibliothecaris van de Universiteit van Gent.
Sinds 1846 was de Saint-Genois lid van de Académie royale de Belgique waar hij een vurig verdediger werd van de Vlaamse taalbelangen. Vanaf 1859 tot aan zijn dood was de Saint-Genois voorzitter van de commissie die de publicatie van de Biographie Nationale voorbereidde. Een jaar voor zijn dood verscheen het eerste boekdeel van dit nationaal biografisch woordenboek.
In 1839 was hij kandidaat als volksvertegenwoordiger maar werd niet verkozen. De Saint-Genois werd in 1848 als katholiek verkozen in de gemeenteraad van de stad Gent. Hij werd er gemeenteraadslid en in 1855 werd hij schepen van Politie, Veiligheid, Volksgezondheid, Openbaar Onderwijs en Schone Kunsten tot in 1857. De Saint-Genois was in 1851 medestichter van het Willemsfonds, de culturele organisatie die de verdediging van de Nederlandse taal op zich nam. Tot 1855 werd hij er de eerste voorzitter van.
Jules de Saint-Genois ligt begraven op het Campo Santo te Sint-Amandsberg. In Gentbrugge en in Sint-Kwintens-Lennik is een straat naar hem vernoemd.

## Familie
Jules de Saint-Genois was afkomstig uit een oud adellijk geslacht. In 1837 huwde hij met Albine Van der Bruggen (1811-1880), dochter van Charles-Jean van der Bruggen (Gent,1774 - Wielsbeke,1843) en Marie van Pottelsberghe de la Potterie (1775-1822). Zij kregen acht kinderen:
- Paul (1838-1839).
- Lucie (1839-1910), in 1865 getrouwd met baron Prosper Heynderycx (1841-1917).
- Albert-Fréderic (1840-1857).
- Georges (1843-1904), in 1868 getrouwd met Gabrielle Cannaert (1849-1909). Ze hadden drie dochters.
  - Christine de Saint-Genois des Mottes (1884-1963), jongste van de drie dochters, trouwde met Willy Verplancke de Diepenhede (1881-1967) die in 1933 vergunning kreeg om zijn naam te wijzigen in Verplancke de Diepenhede de Saint-Genois des Mottes.
- Anna (1845-1926): trouwde in 1868 met haar neef Charles van der Bruggen (1845-1875), broer van senator en minister Maurice Van der Bruggen. Met haar man Charles, zoon van Frederic-Charles van der Bruggen (1804-1872) en Georgina de Naeyer (1815-1873), woonde zij op Wildenburg. Hij was provincieraadslid en burgemeester van Wingene.
- Valentine (1846-1895), in 1868 getrouwd met de negentien jaar oudere Charles-Ferdinand de Beughem de Houtem (1828-1882).
- Marie-Jeanne (1848-1923) in 1876 getrouwd met Armand van Pottelsberghe de la Potterie (1846-1892).
- Adrienne (1852-1901) in 1873 getrouwd met Paul-Victor de Schedlin Czarlinski.

Drie van de kinderen trouwden in 1868, het jaar na het overlijden van hun vader.

## Werken
De Saint-Genois schreef verschillende historische romans en verhalen, zowel in het Frans als in het Nederlands. Verschillende van zijn Franstalige boeken zijn vertaald naar het Nederlands. Verder publiceerde hij zijn historisch onderzoek in monografieën en artikels in historische tijdschriften. Als provinciaal archivaris verzorgde hij een inventaris van de oorkondenschat van de graven van Vlaanderen. De manuscripten van de universiteitsbibliotheek werden ook door hem ontsloten.

### Romans en verhalenbundels
- 1835: Hembyse; histoire gantoise de la fin du XVIe siècle
- 1837: La cour du duc Jean IV, chronique brabançonne, 1418-1421
- 1840: Le Faux Baudouin (Flandre et Hainaut, 1225) (vertaald naar het Nederlands als Bertrand van Rains, 1843)
- 1844: Anna; historisch tafereel uit de vlaemsche geschiedenis tydens Maria van Bourgonje (1477)
- 1846: Le château de Wildenborg, ou les mutinés du siége d'Ostende (1604) (vertaald naar het Nederlands als Het kasteel van Wildenborg, of de Spaansche muitelingen bij het beleg van Ostende (1604), 1846 en 1858, en als Het kasteel van Wildenburg, of de muitelingen der belegering van Oostende (1604), 1855)
- 1851: De grootboekhouder, Eene Gentsche vertelling
- 1852: Feuillets détachés (vertaald naar het Nederlands als Losse bladen, 1854)
- 1854: Historische verhalen
- 1860: Profils et portraits
- 1866: Les Flamands d'autrefois

### Andere publicaties
- 1837: Histoire des avoueries en Belgique
- 1843-1846: Inventaire analytique des chartes des comtes de Flandre, avant l’avènement des princes de la maison de Bourgogne, autrefois déposées au Chateau de Rupelmonde, et conservées aujourd’hui aux Archives de la Flandre-Orientale; précédé d’une notice historique sur l’ancienne trésorerie des chartes de Rupelmonde, et suivi d’un glossaire, de notes et d’éclaircissements
- 1847: Les voyageurs belges du XIIIe au XVIIIe siècle
- 1848: Sur des lettres inédites de Jacques de Vitry, évêque de Saint-Jean-d'Acre, cardinal et légat du Pape, écrites en 1216
- 1849-1852: Catalogue méthodique et raisonné des manuscrits de la bibliothèque de la ville et de l'université de Gand
- 1851: Voyages faits en Terre-Sainte par Thetmar en 1217, et par Burchard de Strasbourg en 1175, 1189 ou 1225
- 1856: Missions diplomatiques de Corneille Duplicius de Schepper, dit Scepperus (met Gerhard Antony IJssel de Schepper)
- 1861: Antoine Sanderus et ses écrits. Une page de notre histoire littéraire au XVIIe siècle

## Prix baron de Saint-Genois
Een vijfjaarlijkse prijs, de Prix baron de Saint-Genois, wordt sinds 1867 door de Franstalige Académie royale de Belgique uitgereikt aan het beste historisch of literair werk geschreven in het Nederlands. Deze prijs werd in het leven geroepen als eerbetoon aan Jules de Saint-Genois en zijn verdediging van de Vlaamse taalbelangen.